# Chlorops nigellus
Chlorops nigellus är en tvåvingeart som först beskrevs av Christian Rudolph Wilhelm Wiedemann 1830.  Chlorops nigellus ingår i släktet Chlorops och familjen fritflugor. Inga underarter finns listade i Catalogue of Life.